# Hermine Kopp
Hermine Kopp (Christiania, circa 15 maart 1862-Christiania, 5 januari 1911) was een Noors zangeres. 
Hermine Marie Kopp werd als derde kind geboren in het Duitse gezin van de handelaar Hermann Kopp (geboren in Hamburg) en Mariane Sophie Roesing (geboren in Bremen). Haar zuster Cecilie Wilhelmine Cathrine Kopp (19 september 1866-29 mei 1959) was pianiste, een leerlinge van Erika Nissen. Zij huwde in 1893 met Kielland en verdween van het podium. De zusjes zijn ooit eens op een gezamenlijke tournee door Duitsland getrokken.
Hermine werd destijds gezien als een groot zangtalent met een mooie stem. Ze ging ten onder aan haar eigen perfectionisme en trad daardoor zelden op.
Een enkel concert:
- 15 januari 1884: Concert met liederen in de zaal van Brødrene Hals met Ragna Goplen achter de piano
- 28 maart 1885: Concertzaal Brødrene Hals; liederenavond met Martin Ursin achter de piano
- 10 april 1886: Concert in Oslo met Erika Nissen en Cecilie Kopp